# Anjala
Anjala era uma cidade no sul da Finlândia, que se uniu em 1975 com Sippola para formar Anjalankoski, mais tarde se transformada em Kouvola.
Anjala é lembrada historicamente na conexão com o século XVIII em um evento conhecido como Conspiração de Anjala. 